# Scott Lowell
Scott Lowell (nacido el 22 de febrero de 1965 en Denver, Colorado) es un actor estadounidense conocido especialmente por su papel de Ted Schmidt en la serie Queer as folk. Asistió a la Universidad de Connecticut.

## Filmografía
- Para amar y morir en Dixie (2008)  — Detective Bryant
- Culos Atrapados (2006) (en production) — Henry
- Queer As Folk — Theodore 'Ted' Schmidt
- Rendez-View — Guest Host
- Al filo (2001/II) (TV) — Charlie
- Damned If You Do (2000) — Chico gracioso
- Ladies Room L.A. (2000) — Dan
- Hizo un pequeño papel en el primer episodio de la serie de TV Fraiser.
- También apareció como él mismo en 2004 junto a Larry King en Larry King Live (casi cuando el casting de Queer As Folk estaba realizándose).
- Lowell ha aparecido también en varios cortos, como Opus 27.